# Ferrocarril de San Sebastián a la Frontera Francesa
La Compañía del Ferrocarril de San Sebastián a la Frontera Francesa fue una empresa ferroviaria española que entre 1910 y 1923 construyó y explotó el ferrocarril San Sebastián-Hendaya.

## Historia
La concesión de una línea ferroviaria entre San Sebastián y la frontera francesa (en Hendaya) fue otorgada por primera vez a la Compañía del Ferrocarril de Elgoibar a San Sebastián el 22 de octubre de 1890. Cuando dicha empresa fue fusionada en Ferrocarriles Vascongados, la concesión pasó a ésta. Aunque se sopesó la posibilidad de instalar un tercer raíl en la línea existente de Norte (la Madrid-Hendaya), finalmente se optó por una línea nueva. La concesión fue transferida a la S.A. Constructora de Obras Públicas y Fomento Industrial el 5 de octubre de 1907. Finalmente, el 8 de junio de 1910, la S.A. Constructora de Obras Públicas y Fomento Industrial quedó integrada en la Compañía del Ferrocarril de San Sebastián a la Frontera Francesa (participada por Vascongados).
La nueva concesionaria prosiguió las obras iniciadas por su antecesora. Se construyeron las siguientes estaciones y apeaderos: Loyola, Herrera (mercancías), Pasajes, Rentería, Oyarzun, Gaintxurizketa, Irún (mercancías), Irún (local), Irún (empalme con Norte), Irún (internacional) y Hendaya. La línea quedó inaugurada hasta Irún el 5 de diciembre de 1912 y hasta Hendaya el 13 de julio de 1913.
La nueva línea, de ancho métrico y electrificada desde el inicio a 600 V cc,  contaba con una gran cantidad de túneles que le valieron el apelativo popular de Topo; todavía utilizado. Debido al elevado coste de las obras y a la competencia con la línea Madrid-Hendaya, la situación económica de la compañía nunca fue favorable; lo que unido a la Primera Guerra Mundial (en la que participó Francia) propició que en el 24 de octubre de 1923 se fusionara con la Compañía Anónima del Ferrocarril de San Sebastian a Hernani para formar la Sociedad Explotadora de Ferrocarriles y Tranvías.